# Promieszki
Promieszki (biał. Промежкі; ros. Промежки) – wieś na Białorusi, w obwodzie witebskim, w rejonie głębockim, w sielsowiecie Hołubicze.

## Historia
W czasach zaborów w granicach Imperium Rosyjskiego.
W latach 1921–1945 wieś leżała w Polsce, w województwie wileńskim, w powiecie dziśnieńskim, do 11 kwietnia 1929 w gminie Dokszyce, następnie w gminie Hołubicze.
Według Powszechnego Spisu Ludności z 1921 roku zamieszkiwało tu 75 osób, 1 była wyznania rzymskokatolickiego a 74 prawosławnego. Jednocześnie wszyscy mieszkańcy zadeklarowali białoruską przynależność narodową. Było tu 17 budynków mieszkalnych. W 1931 w 17 domach zamieszkiwały 73 osoby.
Miejscowość należała do parafii rzymskokatolickiej w m. Zaszcześle i prawosławnej w Hołubiczach. Podlegała pod Sąd Grodzki w Głębokiem i Okręgowy w Wilnie; właściwy urząd pocztowy mieścił się w Hołubiczach.